# Alfa Crateris
Alfa Crateris (α Crt, Alkes) – gwiazda w gwiazdozbiorze Pucharu.

## Nazwa
Nosi tradycyjną nazwę Alkes, z arabskiego ‏الكاس‎ alkās lub ‏الكأس‎ alka’s, oznaczającego „puchar”.
Alfa Crateris jest olbrzymem typu widmowego K1 o obserwowanej wielkości gwiazdowej wynoszącej 4,07. Gwiazda ta oddalona jest o 174 lat świetlnych od Słońca.